# ألفونس ألكان
ألفونس ألكان Alphonse Alkan (المعروف أيضًا باسم ألفونس الأكبر، 1809 في باريس – 1889 في نويي سور سين) كان ناشراً ومؤلفًا وببليوغرافيًا فرنسيًا. 
كان شقيق يوجين ألكان.  عمل في البداية كناشر عملي، ثم كتب للعديد من المراجعات المطبعية والببليوغرافية، وبعد ذلك تم تعيينه سكرتيرًا ومصححًا للكونت دي كلاراك، حارس متحف الآثار في متحف اللوفر.  كان ألكان كاتبًا غزير الإنتاج ومؤلفًا للعديد من الكتب والنشرات والمقالات التي تتناول فن وتاريخ الطباعة والتوضيح بالإضافة إلى الببليوغرافيا. 